# Slovenski Javornik
Slovenski Javornik este o localitate din comuna Jesenice, Slovenia, cu o populație de 1.907 locuitori.